# 神奈川県安全防災局
神奈川県くらし安全防災局 （かながわけんくらしあんぜんぼうさいきょく）は、神奈川県局設置条例により神奈川県に置かれる知事部局の一つ。

## 分掌事務
1. 危機管理の総合調整に関する事項
2. 安全・安心まちづくりに関する事項
3. 災害対策及び消防に関する事項
4. 高圧ガス等の保安に関する事項

## 組織
- 局長
  - 防災部
    - 危機管理防災課、消防保安課

  - くらし安全部
    - くらし安全交通課
    - 消費生活課

## 出先機関
- 温泉地学研究所
- 総合防災センター
- 消防学校